# 해심밀경소
《해심밀경소》(解深密經疏)는 신라의 고승 원측의 저서이다.
본래는 10권이었으나 권10이 산일되어 지금은 9권만 남아 있다. 권1은 서품(序品)으로 여기에서 《해심밀경》의 교리 · 종체(宗體) 등을 들어 전체의 대의를 간명하게 논술하였다. 이것은 현재 남아 있는 유일한 《해심밀경》 연구서로 그 주석에 있어서 중국의 규기 등의 자은파와는 상이한 독자적인 견해를 보여주고 있다. 당시 당나라 학계에서 논의되던 모든 학설을 열거하여 이것을 검토하고 본종(本宗)과 일치되는 것을 설명하여, 결국은 만법(萬法)이 하나로 돌아간다고 논술하였다.

## 참고 문헌
- 이 문서에는 다음커뮤니케이션(현 카카오)에서 GFDL 또는 CC-SA 라이선스로 배포한 글로벌 세계대백과사전의 내용을 기초로 작성된 글이 포함되어 있습니다.